# I, Ball II
I, Ball II is een computerspel dat werd uitgegeven door Firebird Software. Het spel kwam in 1987 uit voor de Amstrad CPC en de ZX Spectrum. Een jaar later volgde een release voor de Commodore 64. De speler bestuurt een stuiterende bal. Het spel bevat 50 levels van een scherm. In elk scherm is het de bedoeling de sleutel te pakken en naar de 'exit' te komen. Hierbij wordt de speler gehinderd door obstakels en vijanden die kunnen worden neergeschoten. Als de tijd op is voordat men bij het einde bent verliest de speler een leven. Elk neergeschoten vijand en overgebleven tijd levert punten op. Het spel wordt van bovenaf weergegeven. Het perspectief is in de derde persoon. Het spel kan met het toetsenbord of de joystick gespeeld worden.

## Platforms
| Jaar | Platform                 |
| ---- | ------------------------ |
| 1987 | Amstrad CPC, ZX Spectrum |
| 1988 | Commodore 64             |

## Ontvangst
| Beoordeeld door | Platform     | Datum      | Score |
| --------------- | ------------ | ---------- | ----- |
| Tilt            | Amstrad CPC  | juli 1988  | 45%   |
| Power Play      | Commodore 64 | maart 1988 | 40%   |